# Il momento è delicato
Il momento è delicato è una raccolta di racconti di Niccolò Ammaniti pubblicata nel 2012, contenente 16 racconti, non tutti inediti, scritti da Ammaniti in vari momenti della sua carriera. La raccolta è preceduta da un'introduzione dell'autore riguardante proprio il genere letterario del racconto.
Il titolo deriva dalla frase che un editore rivolse ad Ammaniti per comunicargli il rifiuto della pubblicazione della precedente raccolta di racconti, Fango.

## Racconti
- Giochiamo? (scritto con Antonio Manzini)
- Un Uccello Molto Serio
- Amore e Pipistrelli
- La Medicina del Momento
- Respira. Piano. Ma respira
- Alba Tragica
- A Letto col Nemico
- La Figlia di Shiva
- Fa un po' Male
- Rane e Girini (serie di 6 racconti scritti con il padre Massimo Ammaniti per il suo saggio In nome del figlio)
- L'Amico di Jeffrey Dahmer è L'Amico Mio
- Gelida Manina
- Racconto per Bambini Cattivi
- Il Festival più Importante del Mondo
- Sei il Mio Tesoro (scritto con Antonio Manzini)
- Apocalisse

## Citazioni
- Nel racconto Sei il mio tesoro viene citato Graziano Biglia, uno dei protagonisti del romanzo del 1999 Ti prendo e ti porto via dello stesso Ammaniti.